# Mijaíl Eisenstein
Mijaíl Ósipovich Eisenstein (Bila Tserkva, 17 de septiembre de 1867 - Berlín, 1 de julio de 1921) fue un arquitecto modernista e ingeniero civil ruso. 

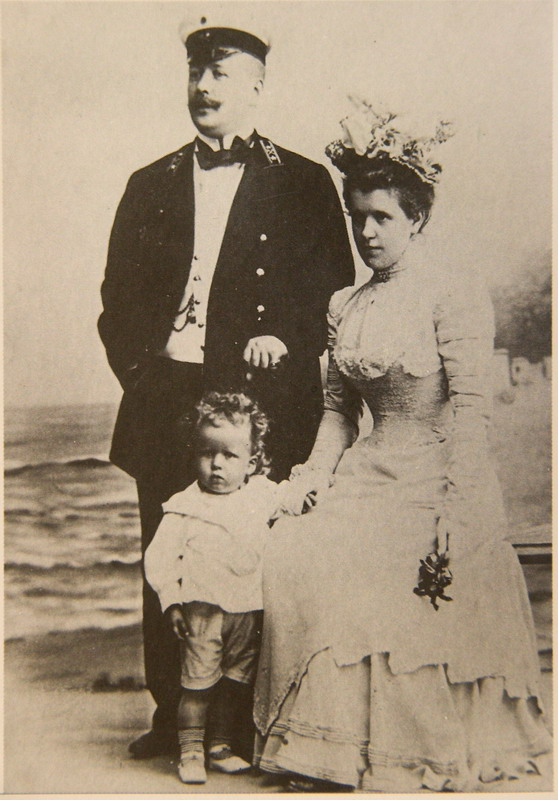
Mijaíl Eisenstein, su mujer Yulia y su hijo Serguéi en 1900.

Se graduó en el Instituto de Ingeniería Civil de San Petersburgo en 1893. Comenzó a trabajar en el Ministerio del Interior como responsable del mantenimiento de carreteras y obra civil de Letonia (en aquel momento vinculada al Imperio ruso) y se instaló en Riga. Germánico-judío de origen sueco, su abuelo entra a la iglesia ortodoxa. La mujer de Mijaíl, Yulia Ivánovna Konétskaya en 1897, es hija de una familia acomodada de San Petersburgo que proporcionó una situación acomodada a la nueva pareja en Riga. 
Esto le permitió relacionarse con la alta sociedad rusa, fue promocionado, reconocido y premiado con la Orden de Santa Anna y la Orden de San Stanislav que le conferían la "condición de persona de la nobleza". 
El 23 de enero de 1898 nace su hijo Serguéi Eisenstein mundialmente conocido como director de cine e ideólogo del régimen soviético. 
Mijaíl se separó de su mujer en 1909 y quedó a cargo de su hijo. Intentará influir a su hijo para que estudie arquitectura, pero éste lo acabaría dejando. La separación del matrimonio marcó a Serguéi profundamente sobre la concepción de la familia y la sociedad. 
Mijaíl dejó Riga en 1917 y se enroló en el Ejército Blanco, una liga antibolchevique. Cuando su hijo se enrola en el Ejército Rojo y participa en la revolución rusa, rompieron relaciones y, posteriormente, tendría que huir hacia Alemania al caer el régimen zarista al que estaba muy vinculado.

## Obra arquitectónica

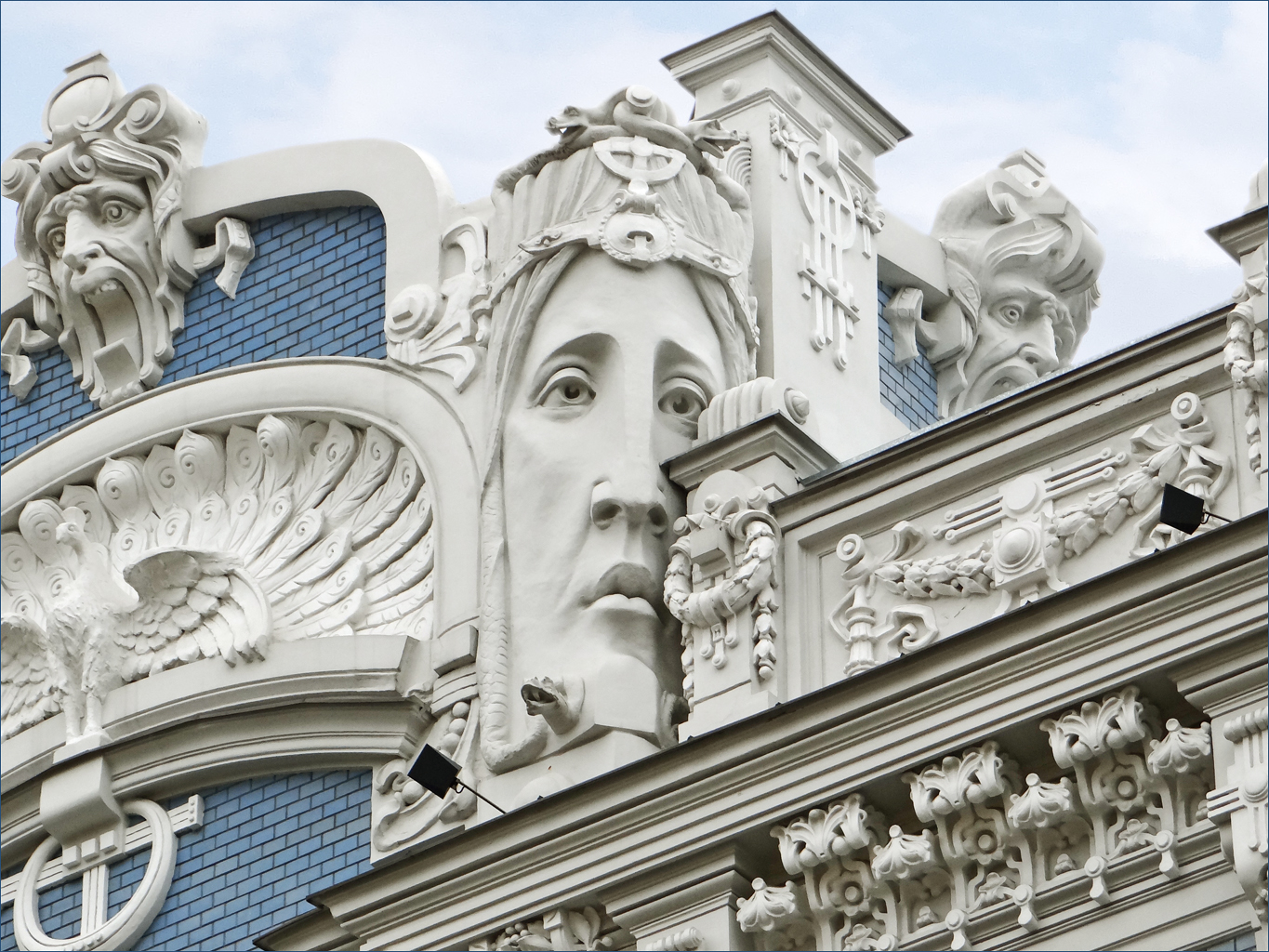
Parte superior del edificio Art Nouveau (Jugendstil) de la avenida Elizabeth 10b (Elizabetes) en Riga, Letonia.

Paralelamente a sus funciones oficiales, desarrolló particularmente su profesión de arquitecto. Construyó 19 edificios en el centro de Riga encuadrados dentro del movimiento Jugendstil (la versión alemana del modernismo). 
Persona culta que hablaba varios idiomas, se muestra muy interesado por las modas occidentales. Aunque no está confirmado que visitara la Exposición Universal de París de 1900, disponía de muchísima documentación sobre el evento. Se familiarizó con los diseños de Hector Guimard, Henry Sauvage o la galería del Art Nouveau que alojaba muebles y objetos decorativos y dio nombre a este movimiento artístico en Francia. La vida alegre de París del cambio de siglo y la exaltación hedonista aportan a Eisenstein fotografías y catálogos donde aparecen las artistas de moda en los cabarets: la bella Otero, Cléo de Mérode o Yvette Guilbert. 
Estas imágenes se convertirán en los modelos de belleza femenina de las esculturas que decoran las casas de Eisenstein. 
Con todo, hay que considerar que no todas sus obras se encuadran dentro del Jugendstil que lo hizo famoso. Sus primeras obras y tres casas de apartamentos se sitúan en un estilo neo-clásico y se construyeron antes de 1901. 
Eisenstein no se preocupaba por el diseño interior o la distribución, sino que se centraba en la decoración de fachadas y vestíbulos. Sus fachadas son recargadas, exuberantes y llenas de imágenes cargadas de simbología. 
La mayor parte de su obra se encuentra concentrada alrededor de las calles Elizabetes, Alberta y Strelnieku de la capital letona y se construyeron entre 1901 y 1906.

## Galería de obras

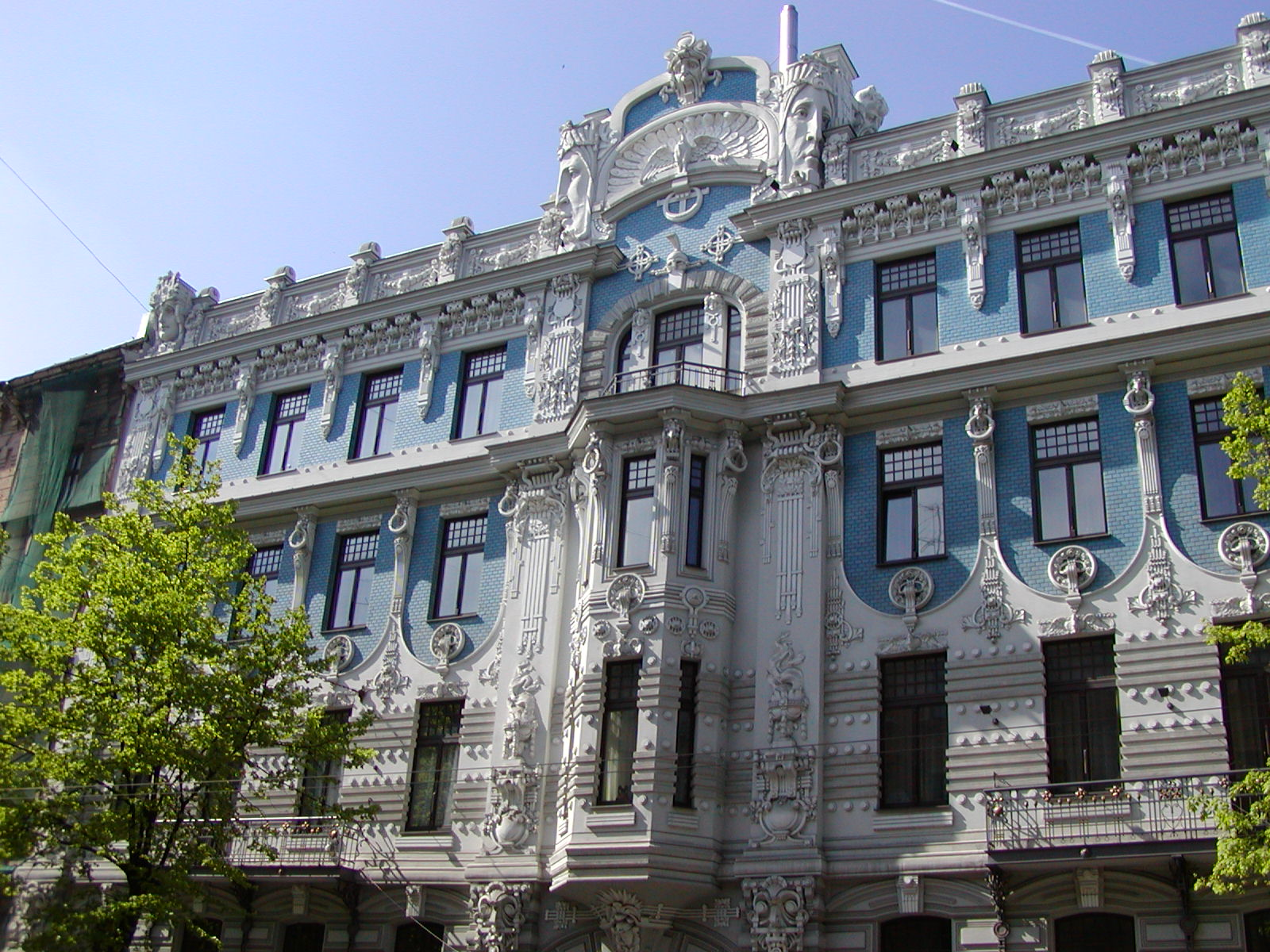
C / Elizabetes 10b
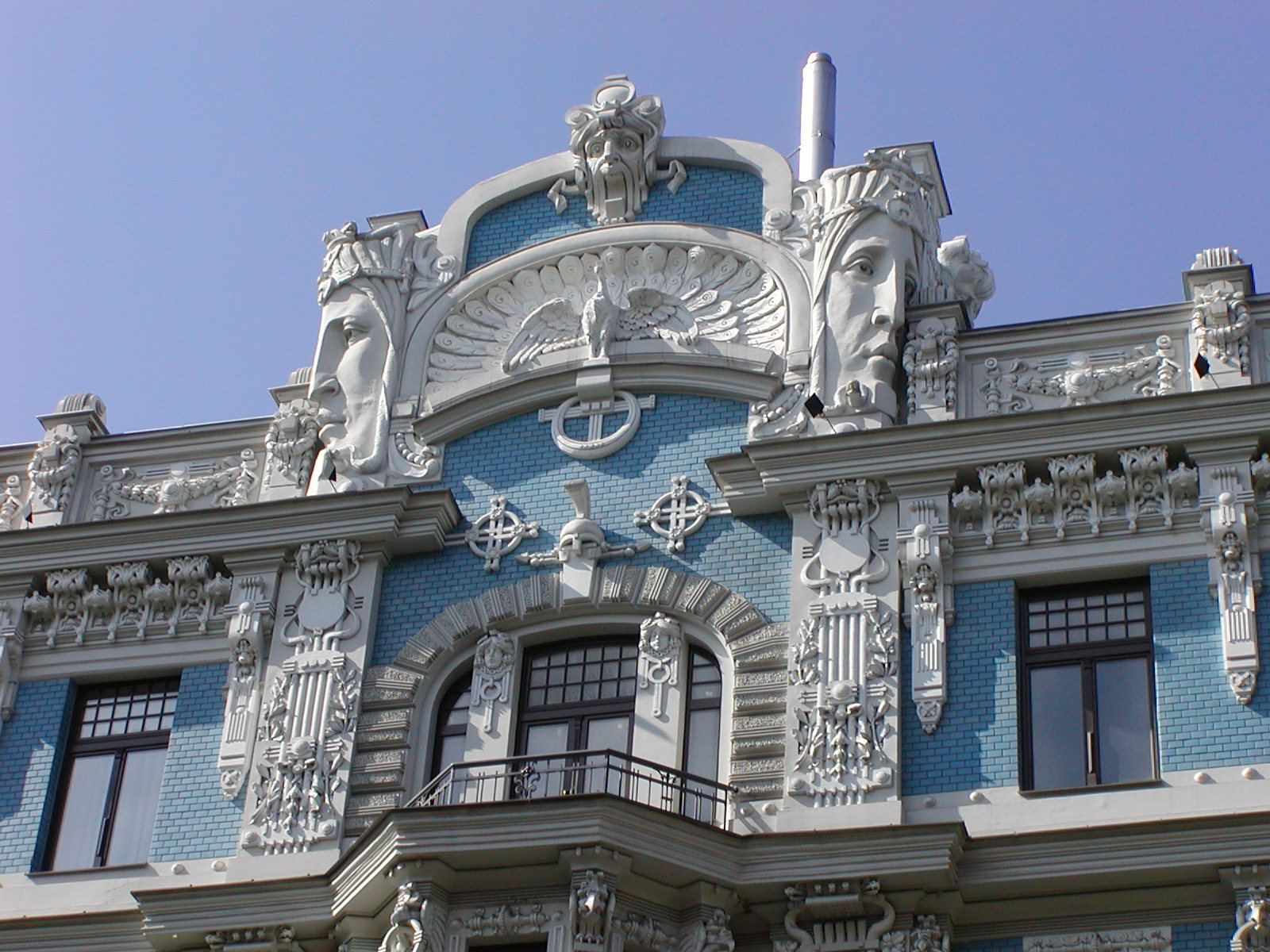
C / Elizabetes 10b. Detalle
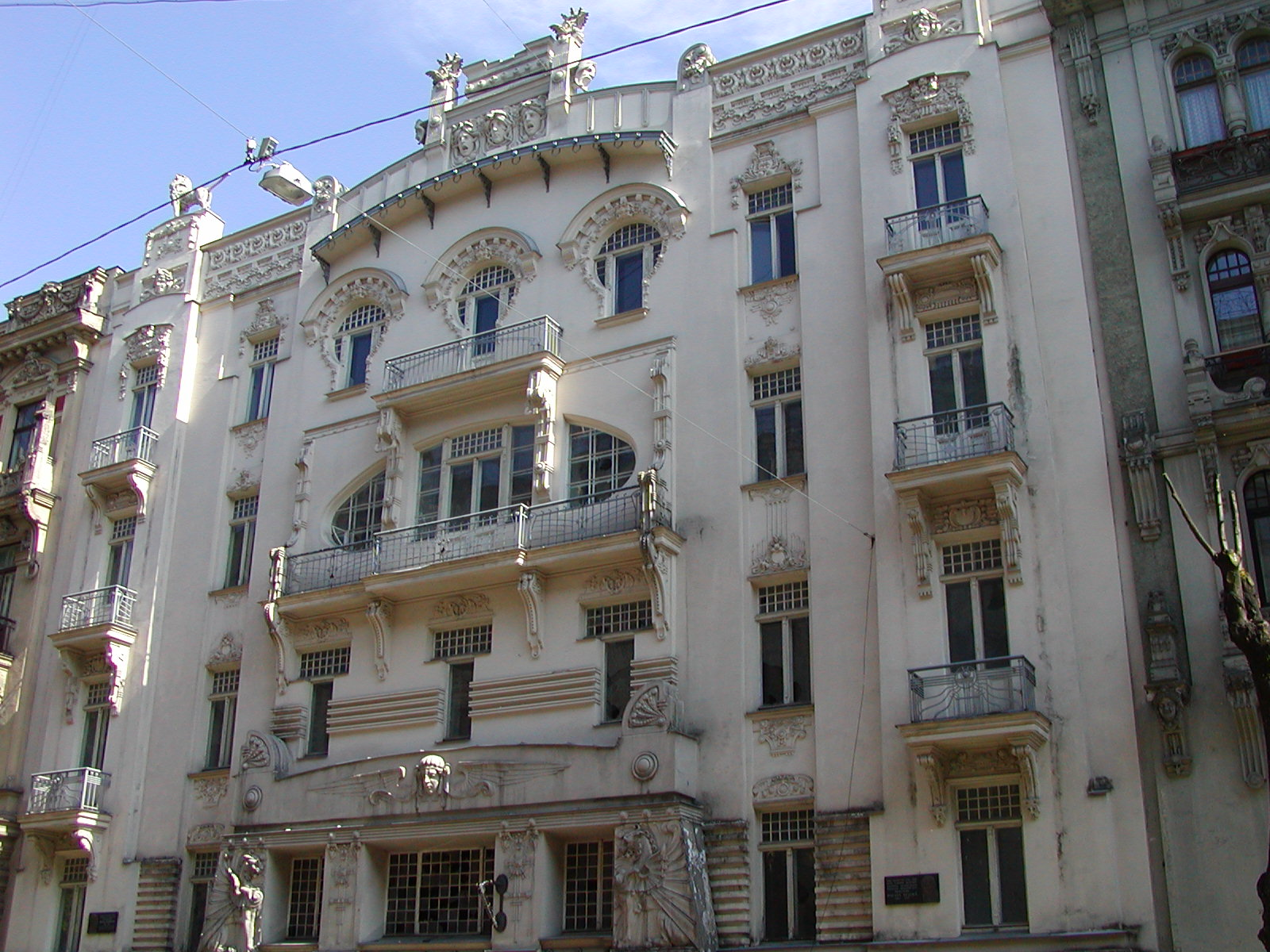
C / Alberta 4
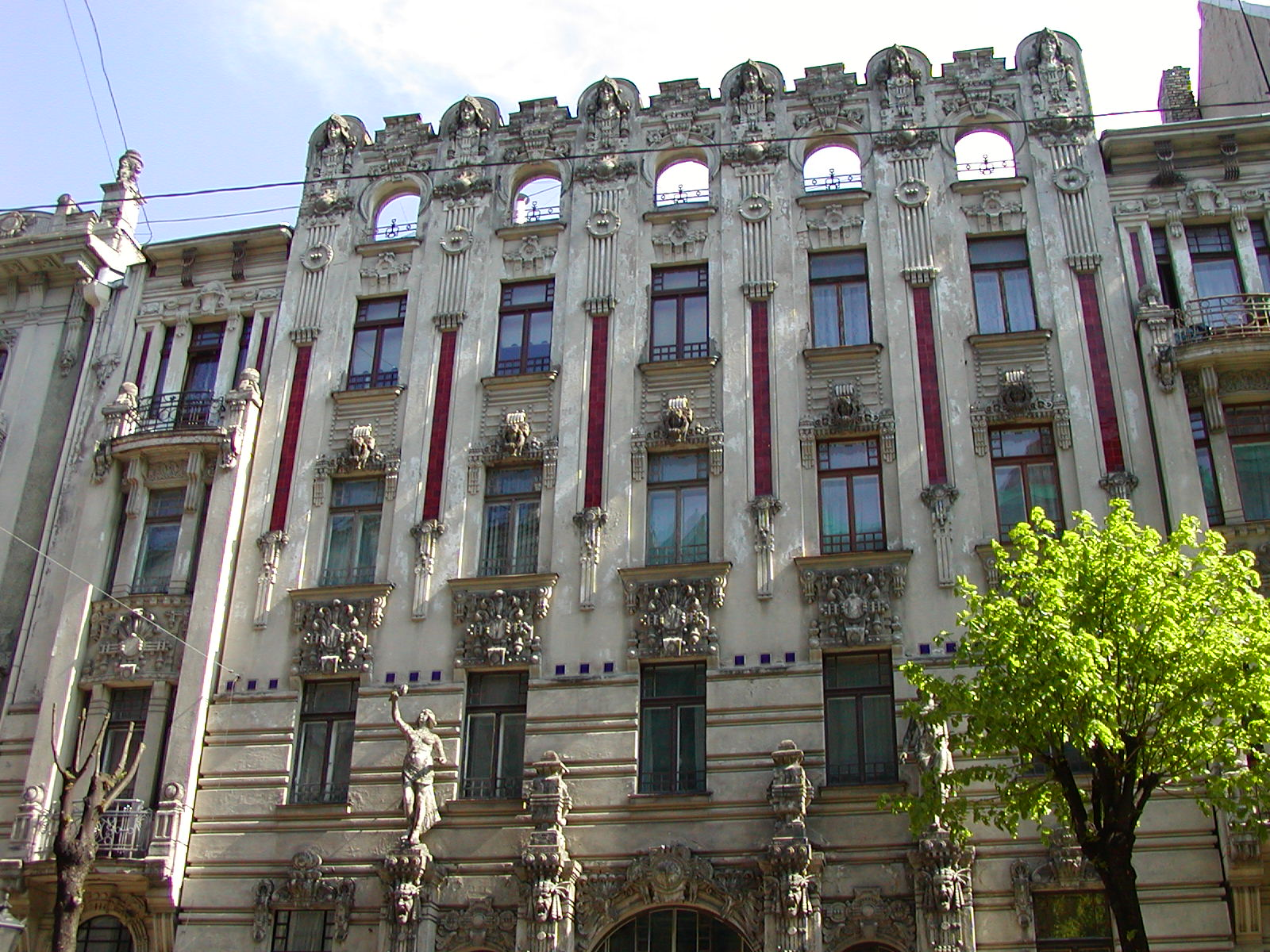
C / Alberta 2a
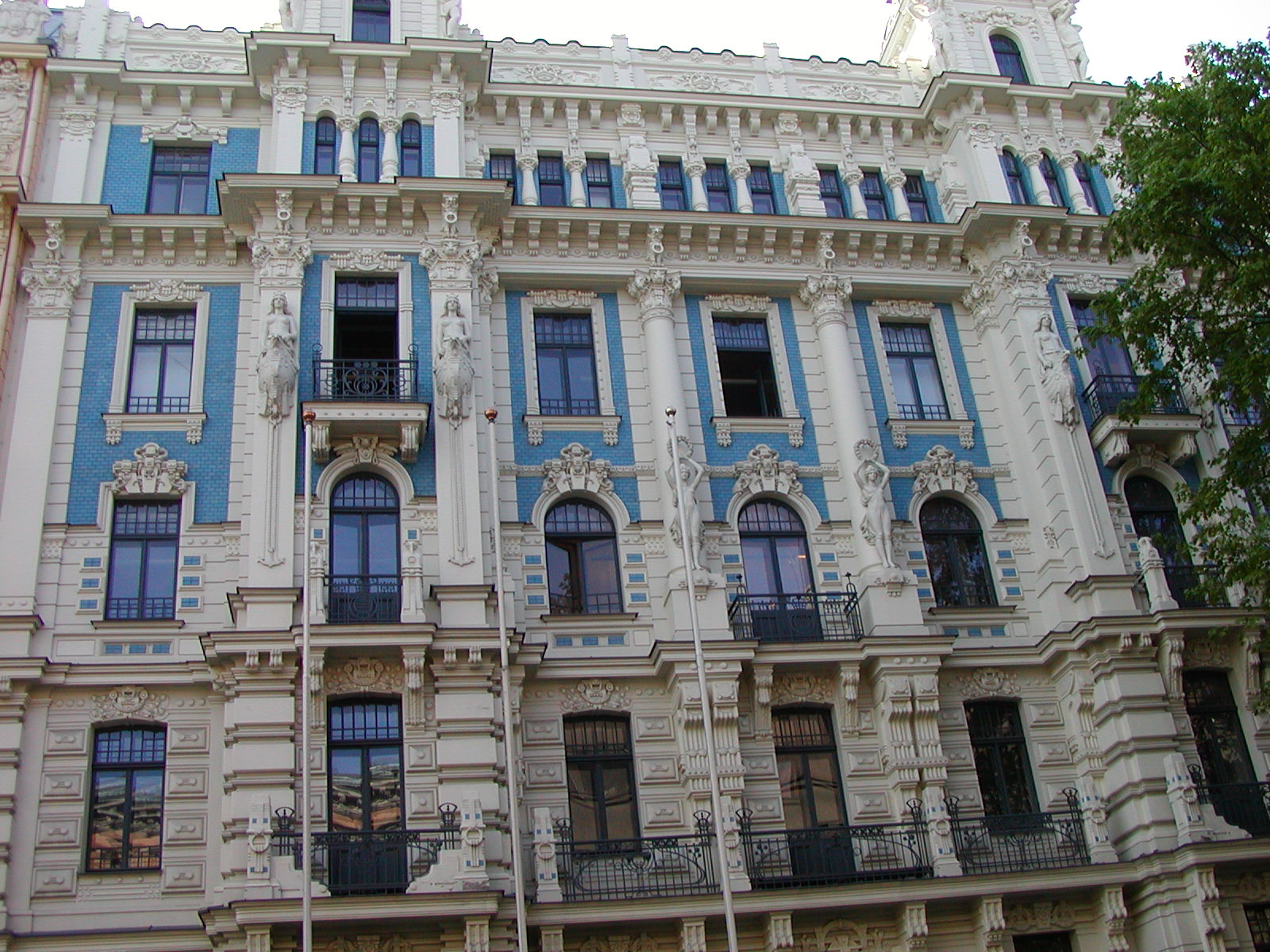
C / Strelnieku 4
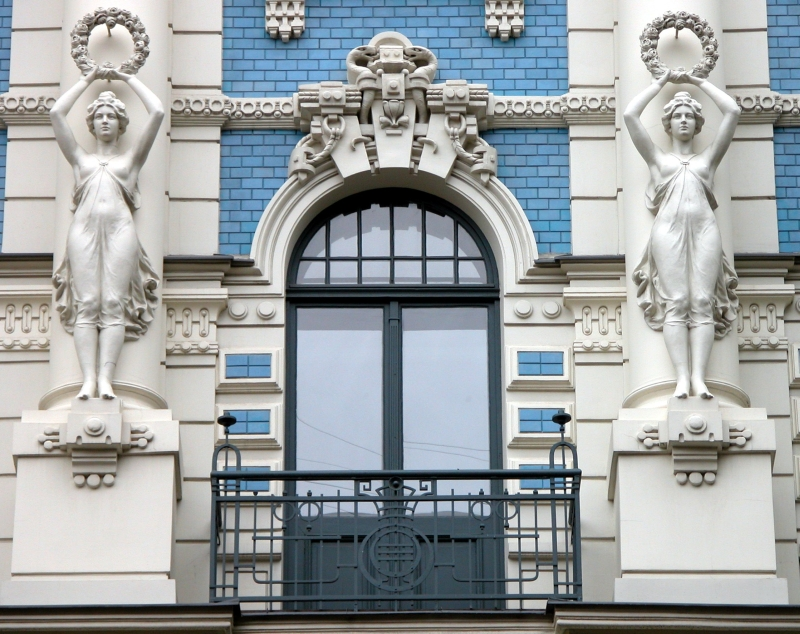
C / Strelnieku detalle